# ЯeaL
ЯeaL（リアル）は、日本のガールズ・ロック・バンドである。
バンド名の頭文字を反転させている理由は、ロシア語で「私」という意味がある「Я」（ヤー）に「リアルな自分たちの姿を見せたい」や「本当のわたしの表も裏もみせる」という意味合いを掛けてあるため。ただしこの理由は後付けの理由で、直接的な動機としては普通のスペルで「REAL」と表記しても面白みが無いため、記号一覧から見つけたロシア文字の「Я」（ヤー）を「R」の代わりに用いたことによる。このバンド名は元メンバーのYurikaが発案した。

## 経歴

### 結成までの経緯
Ryoko（ボーカル、ギター）は中学3年生の時に、一人で軽音の大会へエントリーし決勝大会まで勝ち上がったが、主催者側から「全パートじゃなくてもいいので、自分で誘ったメンバーを入れたグループで決勝大会へ出て欲しい」と要請され、高校のオープンキャンパスで知り会ったYurika（ギター）を誘い決勝へ出場するが、決勝大会では賞を逃してしまい、その悔しさから本気でバンドを始める決意を固める。
軽音の大会が終了した直後にRyokoが中心となり、前述のYurika（ギター）、Ryokoと音楽系コミュニティで交流のあったFumiha（ベース）、Fumihaと同じ中学だったAika（ドラムス）を誘い、2012年12月にЯeaLを結成する。当時メンバーは全員中学3年生であった。結成直後は毎週3回（学校が長期休暇となる時期は「ライブの日」以外は毎日）バンドの練習を繰り返す日々を送る。

### 2013年
11月、eo Music Tryのファイナリストに選ばれ、結成一年未満でBIG CATでLIVEを行う。初の自主制作のシングルも制作し、ライブ会場で販売。

### 2014年
2014年12月3日、1stミニアルバム『Change Your ЯeaL』発売。

### 2015年
8月15日、「SUMMER SONIC 2015」の「出れんの!?サマソニ!?」に応募し「寺岡呼人賞」と「レインボー賞」をダブル受賞。メジャーデビュー前にして、RAINBOW STAGEにオープニングアクトとして出演した。その際、審査員の寺岡から「正直、LIVEを観るまでは今どきのアイドルバンドだと思っていました。しかし、LIVEを観てビックリ。先ずは目力の強さに、他のアーティストを凌駕するものを感じ、四人から出てくるオーラにも圧倒されました。是非、ガールズバンドの伝説になって欲しいと思います。」と評される。
12月20日、ЯeaLフリーライブ「ЯeaL結成3周年記念 プチワンマンライブ at 城天」を大阪城公園にて開催。

### 2016年
3月9日、メジャーデビューシングル『秒速エモーション』をSME Recordsから発売。
3月27日、大阪城音楽堂にて「ЯeaL“史上最大無謀なデビューレコ発ライブ”at 大阪城野音～ゆずれない想いが野音にある!～」を開催。
5月22日 - 6月25日、「ЯeaL 「秒速エモーション」Release Tour 2016 ～Next Generation～」を東名阪で開催。各公演ごとにゲストを2バンド迎え対バン形式で行われる。
8月3日、2ndシングル『仮面ミーハー女子』発売。

### 2017年
3月1日、3rdシングル『カゲロウ』発売。
5月10日、1stフルアルバム『19.』発売。
5月19日、公式HPにて「ЯeaLワンマンツアー2017 ”1st Album「19.」Release Tour"」の最終日をもって、Yurika（ギター）が脱退することを発表。
5月27日 - 6月25日、初のワンマンツアー「ЯeaL ONEMAN TOUR 2017 "1st Album「19.」Release Tour"」を開催。
12月10日 - 12月22日、ЯeaL結成5周年記念ワンマンツアー「ЯeaL Яock Яevolution ～ЯeaL 5th Anniversary Special ONEMAN～」を大阪・バナナホールより開始。

### 2018年
2月8日、『ポケットモンスター サン&ムーン』新OPテーマ「未来コネクション」をCD発売に先駆けて超先行配信。
5月2日、4thシングル『未来コネクション』リリース。
6月24日 - 7月16日、東名阪にて「ЯeaLワンマンツアー2018 "4th single「未来コネクション」Release Tour"」を開催。

### 2019年
2月20日、5thシングル『強がりLOSER』リリース。
3月9日 - 3月31日、「ЯeaLワンマンツアー2019 "5th single「強がりLOSER」Release Tour"」を名古屋・ell.FITSALLより開始。
4月8日、Ryoko（ボーカル、ギター）が、急遽急性虫垂炎の手術を受けることになったため、予定されていたイベントへの出演をキャンセルし、約1ヶ月間の静養期間へ入ることを発表。
7月7日 - 7月17日、各公演にゲスト迎える対バンツアー「ЯeaL 2MAN TOUR 2019 -Versus Tour-」を東名阪にて開催。
9月25日、配信シングル『Unchain My Heart』をリリース。歌詞プロデュースをSPYAIRのMOMIKENが担当している。
9月28日 - 11月24日、全国ツアー「ЯeaL ワンマンツアー2019 -Unchain My Heart Tour-」を開催。
10月2日、配信シングル『現状ディストラクション』（SPYAIRのカバー）をリリース。

### 2020年
9月16日、2ndフルアルバム『ライトアップアンビバレンツ』リリース。
11月7日、初の有料配信ライブ「ЯeaL 2ndアルバム「ライトアップアンビバレンツ」Release Live "LIVE in HOME"」を開催。

### 2021年
1月16日、オフィシャルツイッター及びオフィシャルYouTubeチャンネルにて、これまで所属していた事務所「ソニー・ミュージックアーティスツ」及びレコード会社「SME Records」と2020年末日をもって契約終了したことを発表。今後はフリーで活動していく。
3月1日、公式ファンクラブサイト「ЯeaLのりある」を開設。
5月1日、配信シングル『Brilliant escape』をリリース。
8月26日、9月12日より開催予定であったワンマンツアー『ЯeaL ONE-MAN tour ～Яe:member～』の全公演を新型コロナウィルス感染防止のため延期することを発表。
11月、同年9月に開催予定だったワンマンツアー『ЯeaL ONE-MAN tour ～Яe:menber～』振替公演の開催を発表。

### 2022年
1月28日、延期となっていた東名阪ツアー『ЯeaL ONE-MAN tour ～Яe:menber～』の大阪での振替公演を大阪バナナホールにて開催。また2月13日には、名古屋での振替公演をNAGOYA CLUB UP-SETにて、3月11日には、東京での振替公演をSHINJUKU LOFTにて開催。
7月1日、第1弾楽曲「カミサマ」を皮切りに6ヶ月連続リリース企画を開始。8月5日には第2弾楽曲「Bright」、9月9日に第3弾楽曲「さよならの理由」、10月7日に第4弾楽曲「ディストラクション・ガール」、11月4日に第5弾楽曲「re:call」、12月9日に第6弾楽曲「拝啓、あの日の僕へ」と毎月1曲づつ新曲を配信でリリースする。「拝啓、あの日の僕へ」のリリース前日である12月8日には、これまでサポート・ギタリストとして参加していたYuri（栗山友里、たんこぶちん）の正式加入を公式ホームページで発表した。

### 2023年
3月23日、Aika（ドラム、コーラス）が転倒により腰を負傷したことを公表。
3月30日には腰の怪我が『胸椎多発破裂骨折』と医師から診断されたことを発表。Aikaは治療に専念するため一時的に活動休止となる。4月8日から開催される『ЯeaL Яock Яevolution vol.11 10th Anniversary -EPリリースツアー』（全3公演）は、SPYAIRのKENTAがサポート参加し予定通り開催された。
10月6日、一身上の都合により、Yuri（ギター、コーラス）がバンドから脱退することを自身のTwitterにて発表。またこれと同日に、Yuriのバンド脱退や怪我によりAikaが長時間の演奏をドクターストップされている状況を鑑みて、12月に開催予定だった『ЯeaL Яock Яevolution -10th Anniversary- FINAL』の開催中止を公式ホームページで発表した。
12月30日、Shibuya eggmanで開催された音楽フェス『Girl's UP!!!～2023年末スペシャル～』にて、Aika（ドラム、コーラス）が約7ヶ月ぶりにステージ復帰。

### 2024年
1月20日、ファンクラブ会員向けミニワンマンライブ『ЯeaL FC mini ONE-MAN & Fan Meeting リキッド出来なくてごめんな祭』を赤坂navey floorにて開催。この公演からサポートギタリストとして柏木みゆうが参加。また2月23日には、ЯeaL完全復活ワンマンライブ『ЯeaL Яock Яevolution –once again–』を下北沢SHELTERにて開催。

### 2025年
5月24日、ヨーロッパ最大級の日本文化紹介イベントであるドイツ・デュッセルドルフのJapantag（日本デー）にて、ハイライト・グループとしてブルク広場のメインステージに登場し、ЯeaL（リアル）としてドイツで初の海外公演を果たす。その後もドイツ国内での活動を続け、5月26日にはケルン日本文化会館にてライブを開催、5月28日にはフランクフルトで開催された世界最大級の日本映画祭「ニッポン・コネクション」の一環として、フランクフルト国際劇場でライブパフォーマンスを披露した。

## メンバー

### 現メンバー
Ryoko（リョウコ）
ボーカル、ギター担当。
1997年12月12日生まれ（27歳）、大阪府堺市出身。大阪スクールオブミュージック高等専修学校卒。
バンドの中心人物で、作詞・作曲を担う。K-POP好きな母親の影響でBIGBANGや2NE1などのダンスボーカルものを聞いていたが、中学生の頃にYouTubeで見つけたUVERworldの「THE OVER」やONE OK ROCKの「The Beginning」のミュージック・ビデオがきっかけとなりロックバンドに興味を持つようになる。その後、専門学校の先輩バンドが出演するイベントを見に行った際に出演していたBLUE ENCOUNTのライブに大きな衝撃を受けドハマリする。現在テレキャスターを使っているのもそのライブでBLUE ENCOUNTの田邊駿一（ボーカル、ギター）が使っていたのがきっかけとなっている。
ガールズバンドのSCANDALのRINAに憧れており、服装や髪型、言葉などの影響を受けている。
Fumiha（フミハ）
ベース、コーラス担当。
1997年8月30日生まれ（27歳）、大阪府四條畷市出身。
『太鼓の達人』が上手かったという理由でドラムに誘ったAikaや同級生たちと中学の学園祭でSCANDALの「瞬間センチメンタル」をコピーしたのが人前で初めて行った演奏となる。
Aika（アイカ）
ドラムス、コーラス担当。
1998年2月11日生まれ（27歳）、大阪府四條畷市出身。
中学生の頃にはお年玉で『銀魂』を買い揃えるエピソードも。中でも銀魂は、「銀魂が無ければアニメを見ていなかった」「私の原点」と言うほど。
ドラムを始めた切っ掛けは、中学生の時にハマっていた『太鼓の達人』。好きなバンドは、ONE OK ROCK。バンド以外だとアニソンやボカロなども好む。
Ryokoから加入を打診されたタイミングが、受験シーズン真っ只中である中学3年の10月で、「進学校へ行き、その後は大学へも進学したい」と考えていたこともあり加入を断るが、その後も加入の打診をしてくるRyokoの熱意に負け、バンドを始める許可を父親から得て加入に至った。

### 旧メンバー
Yurika（ユリカ）
ギター、コーラス担当。
1997年8月12日生まれ（27歳）、三重県名張市出身。
2017年6月25日、TSUTAYA O-Westにて行われた「ЯeaL ワンマンツアー2017“ 1st Album『19.』Release Tour”」の最終公演をもって脱退。脱退理由は、二十歳を迎えるにあたり、幼い頃からのもう一つの夢に向かって進みたいと強く思ったため。
Yuri（ユリ）
ギター、コーラス担当。
1995年9月25日（29歳）、佐賀県唐津市出身、血液型はO型。
ガールズバンド『たんこぶちん』（2019年のラストライブをもって活動休止）のギタリスト。ЯeaLにはサポート・ギタリストとして関わっていたが、Ryokoから加入の打診を受けたのをきっかけに2022年7月に正式メンバーとして加入。これ以降に行われたレコーディングにも参加しているが、正式加入を発表したのは同年12月に入ってからであった。
2023年10月、一身上の都合により脱退することを自身のTwitterで発表した。

## 作品

### 配信シングル
| 発売日        | タイトル                          | 収録アルバム               |
| メジャー      | メジャー                          | メジャー                   |
| ------------- | --------------------------------- | -------------------------- |
| 2017年1月15日 | カゲロウ 〜TV Size〜              |                            |
| 2018年2月8日  | 未来コネクション 〜アニメサイズ〜 |                            |
| 2019年1月7日  | 強がりLOSER 〜アニメサイズ〜      |                            |
| 2019年9月25日 | Unchain My Heart                  | ライトアップアンビバレンツ |
| 2019年10月2日 | 現状ディストラクション            | ライトアップアンビバレンツ |
| インディーズ  |                                   |                            |
| 2021年5月1日  | Brilliant escape                  |                            |
| 2022年7月1日  | カミサマ                          |                            |
| 2022年8月5日  | Bright                            |                            |
| 2022年9月9日  | さよならの理由                    |                            |
| 2022年10月7日 | ディストラクション・ガール        |                            |
| 2022年11月4日 | re:call                           |                            |
| 2022年12月9日 | 拝啓、あの日の僕へ                |                            |

### コンピレーション
| 発売日         | タイトル                                              | 規格品番                                           | 規格品番              | 収録曲                          | 備考                                               |
| 発売日         | タイトル                                              | 限定盤                                             | 通常盤                | 収録曲                          | 備考                                               |
| -------------- | ----------------------------------------------------- | -------------------------------------------------- | --------------------- | ------------------------------- | -------------------------------------------------- |
| 2019年12月21日 | 銀魂ミュージッククリップコレクション2020              | ANTB-33020 (DVD)                                   |                       | カゲロウ（ЯeaL featuring 神楽） | 『ジャンプフェスタ2020』にて販売。数量限定。       |
| 2023年2月1日   | ポケモンTVアニメ主題歌 BEST of BEST of BEST 1997-2023 | SRCL-12380～89（8CD+BD） SRCL-12390～99（8CD+DVD） | SRCL-12400～07（8CD） | 未来コネクション                | 限定盤付属BD/DVDには、ノンクレジットOP映像を収録。 |
| 2023年3月15日  | 銀魂 BEST5                                            | SVWC-70615（CD+DVD）                               |                       | カゲロウ                        | 付属DVDにはノンクレジットOP / ED映像を収録。       |
| 2024年12月21日 | 銀魂 MUSIC CLIP COLLECTION COMPLETE BEST              | ANTB-33024～33025 (DVD)                            |                       | カゲロウ（ЯeaL featuring 神楽） | 『ジャンプフェスタ2025』にて販売。完全生産限定版。 |

## タイアップ一覧
| 使用年 | 楽曲                       | タイアップ                                                                       |
| ------ | -------------------------- | -------------------------------------------------------------------------------- |
| 2016年 | 仮面ミーハー女子           | TBS系『ランク王国』8・9月度オープニングテーマ                                    |
| 2017年 | カゲロウ                   | テレビ東京系アニメ『銀魂.』オープニングテーマ（第317話 - 第328話）               |
| 2017年 | カゲロウ                   | メ〜テレ『BOMBER-E』2月度エンディングテーマ                                      |
| 2017年 | カゲロウ                   | 九州朝日放送『ドォーモ』4月度エンディングテーマ                                  |
| 2018年 | 未来コネクション           | テレビ東京系アニメ『ポケットモンスター サン&ムーン』オープニングテーマ           |
| 2019年 | 強がりLOSER                | テレビ東京系アニメ『BORUTO-ボルト- -NARUTO NEXT GENERATIONS-』エンディングテーマ |
| 2019年 | go!!                       | 「明治ザバス × バスケ日本代表」タイアップソング                                  |
| 2022年 | ディストラクション・ガール | FMはつかいち「インディーズ・アロー」10月度エンディングテーマ                     |

## ライブ・イベント

### 単独・主催ライブ
| 開催日               | タイトル                                                                                     | 会場                       | 備考 |        |        |
| 2013年               | 2013年                                                                                       | 2013年                     | 2013年 | 2013年 | 2013年 |
| -------------------- | -------------------------------------------------------------------------------------------- | -------------------------- | --- | ------ | ------ |
| 3月3日               | ЯeaL 城天Live                                                                                | 大阪・大阪城公園           | フリーライブ |        |        |
| 2014年               |                                                                                              |                            | |        |        |
| 3月24日              | ЯeaL Яock Яevolution Vol.1                                                                   | 大阪・阿倍野ROCKTOWN       | ЯeaL主催の企画ライヴ。 ゲスト：たんこぶちん、バンドごっこ、フィッシュライフ                                                  |        |        |
| 7月21日              | ЯeaL 1st ONEMAN LIVE "Next Generation"                                                       | 大阪・阿倍野ROCKTOWN       | [ 92 ] |        |        |
| 12月12日             | ЯeaL Яock Яevolution Vol.2 ～1stミニアルバム「Change Your ЯeaL」レコ発イベント～             | 大阪・阿倍野ROCKTOWN       | ЯeaL主催の企画ライヴ。 ゲスト：惑星アブノーマル、dolls                                                                       |        |        |
| 2015年               |                                                                                              |                            | |        |        |
| 3月27日              | ЯeaL 2nd ONEMAN LIVE "Change your ЯeaL"                                                      | 大阪・心斎橋JANUS          | [ 94 ] |        |        |
| 8月5日               | ЯeaL presents 「君と僕と最後の課外授業」                                                     | 東京・渋谷チェルシーホテル | [ 95 ] |        |        |
| 8月7日               | ЯeaL presents 「君と僕と最後の課外授業」                                                     | 大阪・梅田Shngri-la        | [ 95 ] |        |        |
| 12月20日             | ЯeaL結成3周年記念 プチワンマンライブ at 城天                                                 | 大阪・大阪城公園           | フリーライブ |        |        |
| 2016年               |                                                                                              |                            | |        |        |
| 3月27日              | 至上最大無謀なデビューレコ発ライブ at 大阪城野音 〜ゆずれない想いが野音にある!〜             | 大阪・大阪城野外音楽堂     | [ 97 ] |        |        |
| 12月21日             | ЯeaL Яock Яevolution vol.3 東京編 ～ЯeaL 4th Anniversary～                                   | 東京・TSUTAYA O-Crest      | ゲスト：密会と耳鳴り、lical                                                                                                  |        |        |
| 12月22日             | ЯeaL Яock Яevolution vol.4 大阪編 ～ЯeaL 4th Anniversary～                                   | 大阪・心斎橋DROP           | ゲスト：Chelsy、ぜんぶ君のせいだ。                                                                                           |        |        |
| 2017年               |                                                                                              |                            | |        |        |
| 3月12日              | ЯeaLデビュー1周年記念企画 ЯeaL Яock Яevolution vol.5 ～ЯeaL vs Gacharic Spin～               | 東京・TSUTAYA O-WEST       | ゲスト：Gacharic Spin |        |        |
| 2018年               |                                                                                              |                            | |        |        |
| 3月21日              | ЯeaLデビュー2周年記念企画 ЯeaL Яock Яevolution vol.6 ～ЯeaL vs nano.RIPE～                   | 東京・下北沢GARDEN         | ゲスト：nano.RIPE |        |        |
| 12月22日             | ЯeaL Яock Яevolution vol.7                                                                   | 東京・TSUTAYA O-EAST       | ゲスト：GIRLFRIEND、BabySitter                                                                                               |        |        |
| 2019年               |                                                                                              |                            | |        |        |
| 12月8日              | ЯeaL Яock Яevolution vol.8 "ЯeaLの達人! やさしいモード鬼モード"                              | 東京・shibuya CYCLONE      | |        |        |
| 12月14日             | ЯeaL Яock Яevolution vol.8 "ЯeaLの達人! やさしいモード鬼モード"                              | 大阪・LIVE SQUARE 2nd LINE | |        |        |
| 2020年               |                                                                                              |                            | |        |        |
| 11月7日              | ЯeaL 2ndアルバム「ライトアップアンビバレンツ」Release Live "LIVE in HOME"                    | 都内ライブハウス           | 無観客有料生配信ライブ |        |        |
| 2021年               |                                                                                              |                            | |        |        |
| 4月3日               | ЯeaL one-man live 【Яe:start】 「LIVE FORWARD」 -shibuya eggman 40th. anniversary-           | 東京・Shibuya eggman       | 東京都の感染対策ガイドラインに則り、人数制限やその他感染対策をしたうえで有観客で開催。また、有料オンライン生配信も行われた。 |        |        |
| 12月10日             | ЯeaL Яock Яevolution vol.9 ～ЯeaL 9th Anniversary～                                          |                            | オンライン配信ライブ |        |        |
| 2022年               |                                                                                              |                            | |        |        |
| 12月10日（開催延期） | ЯeaL Яock Яevolution ～ 10th Special ONE-MAN-（鬼モードより鬼な10周年特別ワンマン）          | 東京・下北沢SHELTER        | Yuri（ギター）の新型コロナ陽性判定を受けて、2023年1月7日へ延期を発表。                                                       |        |        |
| 12月17日             | ЯeaL Яock Яevolution vol.10 -10th anniversary-                                               | 東京・Spotify O-WEST       | |        |        |
| 2023年               |                                                                                              |                            | |        |        |
| 1月7日               | ЯeaL Яock Яevolution ～ 10th Special ONE-MAN-（鬼モードより鬼な10周年特別ワンマン） 振替公演 | 東京・shibuya eggman       | 前年12月10日に下北沢SHELTERで開催予定だったワンマンライブの振替公演。                                                        |        |        |
| 2月24日              | ЯeaL Яock Яevolution vol.11 -10th Anniversary- vs nano.RIPE                                  | 東京・下北沢SHELTER        | ЯeaL主催のnano.RIPEとのツーマンライブ。                                                                                      |        |        |
| 6月9日               | ЯeaL Яock Яevolution vol.12 -10th Anniversary- vs Gacharic Spin                              | 東京・下北沢シャングリラ   | ЯeaL主催のGacharic Spinとのツーマンライブ。 活動休止中のAikaに代わり、TRiDENTのNAGISAがサポート参加。                        |        |        |
| 8月10日              | ЯeaL Яock Яevolution vol.13 -10th Anniversary- vs Suspended 4th                              | 愛知・名古屋 ell.FITS ALL  | ЯeaL主催のSuspended 4thとのツーマンライブ。 活動休止中のAikaに代わり、WOMCADOLEの安田吉希がサポート参加。                    |        |        |
| 2024年               |                                                                                              |                            | |        |        |
| 2月23日              | ЯeaL Яock Яevolution –once again–                                                            | 東京・下北沢SHELTER        | |        |        |
| 5月26日              | FC限定 mini ONE-MAN LIVE Aika完全復活祭 RINGO!!                                              | 東京・赤坂navey floor      | ファンクラブ会員限定ワンマンライブ                                                                                           |        |        |
| 6月29日・30日        | ЯeaL × 優利香 presents「エセ関西弁は許しま変」                                               | 大阪・京橋 Live House Arc  | ЯeaLと優利香の共同主催ライブ。昼・夜2部制。 ゲストとして、1日目の昼・夜公演に番匠谷紗衣、2日目の昼公演に坂口有望が出演。     |        |        |
| 8月24日              | fumiha presents ЯeaL FC Mini ONE-MAN & Fan Meeting 「parody」                                | 東京・赤坂 navey floor     | |        |        |

### フェス・ゲスト出演
| 11月30日            | eo MUSIC Try 2013                                                           | 大阪・BIG CAT                                          | 音楽コンテスト「eo MUSIC Try 2013」の決勝大会ライヴ。                                                                     |
| 2014年              |                                                                             |                                                        | |
| 4月12日             | narimonois vol.6 "生搾りグルーヴロック" Release Pre-Party                   | 大阪・北堀江club vijo                                  | narimono主催のイベント。                                                                                                  |
| 5月10日             | THE ROOT OSAKA <GIRLS POP> 1st session ～ROCKTOWN 3rd ANNIVERSARY～         | 大阪・阿倍野ROCKTOWN                                   | |
| 10月12日            | MINAMI WHEEL 2014                                                           | 大阪・hillsパン工場                                    | [ 116 ] |
| 2015年              |                                                                             |                                                        | |
| 1月6日              | -                                                                           | 愛知・池下CLUB UPSET                                   | 他出演：dolls、わすれなぐさ、サイフォニカ                                                                                 |
| 1月7日              | 新春の誓い                                                                  | 東京・TSUTAYA O-Crest                                  | |
| 2月2日              | ジョゼ 1st Full Album 「Sekirara」 Release Tour ONLY (Y)OURS TOUR 2015      | 兵庫・太陽と虎                                         | ゲスト出演。 |
| 2月4日              | 繋がり、響く夜                                                              | 大阪・心斎橋JANUS                                      | [ 118 ] |
| 2月12日             | フリージアとショコラ ROCKTOWN Ver.                                          | 大阪・阿倍野ROCKTOWN                                   | [ 119 ] |
| 5月10日             | Caramel presents tkmk 爆女祭 vol.0 ～渋谷編～                               | 東京・渋谷CLUB CRAWL                                   | [ 120 ] |
| 6月6日              | GIRLS ROCK SPLASH! ! 2015 梅雨                                              | 東京・shibuya eggman                                   | [ 121 ] |
| 8月15日             | 出れんの!?サマソニ!? 2015                                                   | 千葉・QVCマリンフィールド SIDE-SHOW MARINE特設ステージ | フリーイベント。 |
| 8月15日             | SUMMER SONIC 2015                                                           | 千葉・QVCマリンフィールド                              | RAINBOW STAGEの「出れんの!? サマソニ!? 2015 SME賞」枠に出演。                                                             |
| 2016年              |                                                                             |                                                        | |
| 2月6日              | でらロックフェスティバル 2016                                               | 愛知・栄R.A.D                                          | |
| 2月15日             | Hysteric Lolita レコ発ツアー!Vol.5「COLORS」                                | 東京・代官山LOOP                                       | ゲスト出演 |
| 8月31日             | escapism vol.4                                                              | 東京・Shibuya Milkyway                                 | [ 123 ] |
| 9月24日             | MUSIC CITY TENJIN 2016                                                      | 福岡・福岡市役所西側ふれあい広場                       | [ 124 ] |
| 10月9日             | FM802 MINAMI WHEEL 2016                                                     | 大阪・Pangea                                           | [ 125 ] |
| 11月26日            | R-BROS.FEST ～道玄坂上青春篇                                                | 東京・TSUTAYA O-Crest                                  | [ 126 ] |
| 2017年              |                                                                             |                                                        | |
| 3月5日              | 銀魂華祭り2017 (仮)                                                         | 東京・両国国技館                                       | [ 127 ] |
| 6月4日              | SAKAE SP-RING 2017                                                          | 愛知・cme HIGASHISAKURA STUDIO                         | [ 128 ] |
| 10月8日             | Eggs Presents FM802 MINAMI WHEEL 2017                                       | 大阪・@soma                                            | [ 129 ] |
| 2018年              |                                                                             |                                                        | |
| 5月13日             | ANI-ROCK FES.2018 "銀魂 LIVE CARNIVAL 2018"                                 | 埼玉・さいたまスーパーアリーナ                         | [ 130 ] |
| 6月3日              | SAKAE SP-RING 2018                                                          | 愛知・名古屋RAD HALL                                   | [ 131 ] |
| 10月6日             | MEGA★ROCKS 2018                                                             | 宮城・HooK SENDAI                                      | [ 132 ] |
| 2019年              |                                                                             |                                                        | |
| 1月27日             | THREEOUT pre.CHANGE UP FES2019                                              | 愛知・APOLLO BASE                                      | |
| 3月7日              | FM NACK5 presents "OnePlate Vol.1"                                          | 東京・新宿BLAZE                                        | [ 133 ] |
| 3月17日             | HAPPY JACK 2019 H-FINAL EDITION LIVE CIRCUIT                                | 熊本・B.9 V2                                           | [ 134 ] |
| 5月13日             | 地球の裏側、そのまた裏側                                                    | 東京・TSUTAYA O-Crest                                  | [ 135 ] |
| 6月2日              | SAKAE SP-RING 2019                                                          | 愛知・名古屋SPADE BOX                                  | |
| 6月3日              | ムロナナイトフェスティバル                                                  | 東京・TSUTAYA O-Crest                                  | [ 136 ] |
| 8月24日             | MUNETAKA Special 2019                                                       | 東京・TSUTAYA O-West                                   | [ 137 ] |
| 8月31日             | Gacharic Spin TOUR "ガチャっ10LIVE 2019"                                    | 岡山・IMAGE                                            | ゲスト出演。 |
| 9月15日             | TOKYO CALLING 2019                                                          | 東京・下北沢BASEMENT BAR                               | |
| 10月14日            | FM802 30PARTY MINAMI WHEEL 2019                                             | 大阪・FANJ twice                                       | |
| 2020年              |                                                                             |                                                        | |
| 2月1日              | Girl's UP!!! vol.300 DAY1                                                   | 東京・shibuya eggman                                   | [ 139 ] |
| 2月24日             | And.G FEST!! ～2020 / winter～                                              | 神奈川・厚木Thunder Snake                              | |
| 2021年              |                                                                             |                                                        | |
| 5月22日             | LUPINUS ROCK FESTIVAL                                                       | 東京・下北沢Shangri-La                                 | 。 |
| 6月16日             | SHELTER presents. “THE REAL THINGS" vol.45                                  | 東京・下北沢SHELTER                                    | Benthamとの2マンライブ。                                                                                                  |
| 7月3日              | MUNETAKA Vol.19                                                             | 東京・渋谷STAR LOUNGE                                  | |
| 7月22日             | CODE OF ZERO presents "O/F/N/S" Tour 2021                                   | 愛知・名古屋 HOLIDAY NEXT                              | ゲスト出演 |
| 7月23日             | CODE OF ZERO presents "O/F/N/S" Tour 2021                                   | 大阪・アメリカ村 BEYOND                                | ゲスト出演 |
| 7月31日             | CODE OF ZERO presents "O/F/N/S" Tour 2021                                   | 東京・shibuya eggman                                   | ゲスト出演 |
| 11月21日            | FABLED NUMBER presents 『DIE ON ROCK FES 2021』 〜東京の陣〜                | 東京・下北沢CLUB251                                    | |
| 2022年              |                                                                             |                                                        | |
| 6月4日              | TRiDENT 2nd Anniversary “SECOND CITY TOUR 2022″                             | 東京・町田CLASSIX                                      | ゲスト出演 |
| 6月25日             | TRiDENT 2nd Anniversary “SECOND CITY TOUR 2022″                             | 千葉・柏PALOOZA                                        | ゲスト出演 |
| 7月10日（出演辞退） | VOI SQUARE CAT "最大まであなたと音楽(じんせい)を掻き鳴らすツアー" 東京公演  | 東京・下北沢MOSAiC                                     | ЯeaLのスタッフが新型コロナに感染していることが判明し、メンバーも濃厚接触者の対象となるため出演をキャンセル。              |
| 8月6日（開催中止）  | harue 青い春ツアー2022 “宇都宮編”                                           | 栃木・宇都宮HEAVEN’S ROCK Utsunomiya2/3 (VJ-4)         | 主催バンド「harue」のメンバーに新型コロナ感染が判明したため開催延期。その後、振替公演の調整が付かず開催中止が発表された。 |
| 9月4日              | Pulse Factory presents ROCKS BE AMBITIOUS 2022                              | 大阪・梅田Zeela                                        | |
| 9月11日             | CODE OF ZERO presents "Everything Starts From 0"                            | 宮城・仙台enn 2nd                                      | ゲスト出演 |
| 9月23日             | MITSUBACHI ROCK CIRCUIT 2022 OSAKA                                          | 大阪・心斎橋SUN HALL                                   | [ 147 ] |
| 10月8日             | MANAKO 2nd EP release tour                                                  | 東京・Spotify O-Crest                                  | ゲスト出演 |
| 10月9日             | FABLED NUMBER presents DIE ON ROCK FES 2022 supported by SNAZZY TUNES       | 東京・Spotify O-WEST                                   | [ 148 ] |
| 10月15日            | ええじゃないか! とよフェス 2022                                             | 愛知・豊橋球場 野外特設ステージ                        | ЯeaLは「TOYO-FES STAGE」に出演。                                                                                          |
| 10月23日            | MITSUBACHI ROCK CIRCUIT 2022 TOKYO                                          | 東京・下北沢シャングリラ                               | [ 151 ] |
| 11月5日             | Free Aqua Butterfly主催 〜早希お誕生日、ジャガイモには飽きました〜 東京編   | 東京・上野音横丁                                       | [ 152 ] |
| 2023年              |                                                                             |                                                        | |
| 2月11日             | LIVE HOUSE Queblick 10th Anniversary                                        | 福岡・LIVE HOUSE Queblick                              | [ 153 ] |
| 2月23日             | Jack in the Boxxx!!! 2023                                                   | 愛知・池下CLUB UPSET                                   | |
| 3月4日              | BüG-TRIPPER NEXTRIP TOUR 2023 大阪公演                                      | 大阪・アメリカ村 DROP                                  | 「BüG-TRIPPER」の対バンツアーにゲスト出演。                                                                               |
| 3月21日             | Girl’s UP!!!＆ファミメ! presents “LUPINUS ROCK FESTIVAL 2023“               | 東京・下北沢Shangri-La                                 | [ 154 ] |
| 3月25日             | TEENS ROCK IN AICHI 2023                                                    | 愛知・久屋大通公園 エディオン久屋広場                  | 腰を負傷したAikaに代わり、ウツミエリがサポート参加。                                                                      |
| 4月5日（出演辞退）  | 『旬は巡る。』5周年 × 新宿LOFT presents『ロフトで巡る。』 supported by Eggs | 東京・新宿LOFT                                         | Ryokoの喉の不調により出演をキャンセル。                                                                                   |
| 4月14日             | RESONANCE EMOTION Vol.0 -ZERO TO HERO-                                      | 東京・SHIBUYA THE GAME                                 | 活動休止中のAikaに代わり、森田龍之助がサポート参加。                                                                      |
| 5月2日              | duo MUSIC EXCHANGE × LIVE EXSAM presents 「DLIVE-IN」                       | 東京・duo MUSIC EXCHANGE                               | 活動休止中のAikaに代わり、WOMCADOLEの安田吉希がサポート参加。                                                             |
| 5月12日             | 『OVERHANGING』 SHIBUYA THE GAME20TH ANNIVERSARY                            | 東京・SHIBUYA THE GAME                                 | 活動休止中のAikaに代わり、ポルカドットスティングレイのミツヤスカズマがサポート参加。                                      |
| 5月21日             | LIVEHOLIC presents. ”革命ロジック” supported by 激ロック・Skream!           | 東京・下北沢ReG                                        | 活動休止中のAikaに代わり、ポルカドットスティングレイのミツヤスカズマがサポート参加。                                      |
| 6月17日             | SHELTER店長ヨシムラ生誕祭 2023 〜大台乗るので 満を持して3days!!!〜          | 東京・下北沢SHELTER                                    | 活動休止中のAikaに代わり、WOMCADOLEの安田吉希がサポート参加。                                                             |
| 7月26日             | NISHIEIFUKU JAM × HIDE presents Neo fuN JAM vol.2                           | 東京・西永福JAM                                        | 活動休止中のAikaに代わり、TRiDENTのNAGISAがサポート参加。                                                                 |
| 7月30日             | CODE OF ZERO presents KING OR DEAD fest.                                    | 東京・Shibuya eggman                                   | 活動休止中のAikaに代わり、TRiDENTのNAGISAがサポート参加。                                                                 |
| 8月6日              | ラストランプ 2nd mini Album 『ドラマチック』Release Party!!                 | 東京・六本木 unravel tokyo                             | 活動休止中のAikaに代わり、WOMCADOLEの安田吉希がサポート参加。                                                             |
| 8月18日             | ORCALAND presents 十二ヶ月連続企画"ジントリ" 大八章「桃源郷」               | 東京・下北沢Flowers Loft                               | 活動休止中のAikaに代わり、WOMCADOLEの安田吉希がサポート参加。                                                             |
| 11月26日            | ZEPHYREN × SNAZZY TUNES presents Raise Up 2023                              | 東京・下北沢 LIVE HOLIC                                | ЯeaLとして出演予定だったが、Ryoko一人の弾き語り形式での出演に変更された。                                                 |
| 12月30日            | Girl's UP!!! ～2023年末スペシャル～                                         | 東京・Shibuya eggman                                   | |
| 2024年              |                                                                             |                                                        | |
| 3月7日              | eggman Girl’s UP!!! vol.349                                                 | 東京・Shibuya eggman                                   | |
| 3月9日              | Girl's UP!!! & ファミメ! presents "LUPINUS ROCK FESTIVAL 2024"              | 東京・下北沢Shangri-La                                 | [ 165 ] |
| 5月10日             | Happiness FESTA 2024                                                        | 東京・unravel tokyo                                    | [ 166 ] |
| 6月20日             | Flash × Flash!!! supported by B.B.レアリティ                                | 東京・shibuya eggman                                   | [ 167 ] |
| 6月26日             | Drawn to You!! vol.2 powerd by SPICE                                        | 東京・shibuya eggman                                   | [ 168 ] |
| 7月7日（出演辞退）  | 内藤るな Three-Luna Style TOUR                                              | 東京・恵比寿ザ・ガーデンルーム                         | 第2部にゲスト出演予定だったが、Ryokoの体調不良により出演キャンセル。                                                      |
| 9月13日             | KILLT MELT LAND SPECIAL SHOWCASE “VERSUS” vol.8                             | 東京・渋谷 Star lounge                                 | [ 171 ] |
| 9月17日             | 内藤るな「Three-Luna style TOUR」〜リベンジ2マン〜                          | 東京・原宿RUIDO                                        | [ 172 ] |

## 出演

### ラジオ
- TOKAIRADIO×TSUTAYA LIFESTYLE MUSIC 929（2017年10月3日 - 2018年9月25日、、東海ラジオ）※メインパーソナリティはRyoko[173]。
- AWAラウンジ FOWSラジオ「ЯeaL Яock Яevolution × SIREN REBELLION」決起会（2025年5月15日、AWA）[174]

### ストリーミング配信
- ЯeaLって変換できる? (仮)（2016年12月5日 - 、SHOWROOM）

### アニメ
- ポケットモンスター サン&ムーン（2018年3月8日・15日・2019年6月30日・7月14日）イリマガールズ 役（Ryoko・Fumiha・Aikaのみ）